# Akšak
Akšak (sumersko 𒌔𒆠, akšak) je bilo mesto starodavni Sumeriji  na severni meji Akadskega kraljestva, ki se je včasih istovetilo z babilonskim Upijem (grško Opis). Njegova natančna lokacija je negotova. Klasični pisci so ga postavljali na mesto, kjer sta reki Tigris in Evfrat najbližje skupaj, in ga v zgodnjih zapisih omenjali skupaj s Kišem. Arheologi so v devetdesetih letih dvajsetega stoletja postavili Akšak na najdišče Tel Omar (ali Tel Umar), kjer je ob Tigrisu več najdišč. Ko je mesto izkopal ameriški arheolog LeRoy Waterman iz Šole za orientalske raziskave, se je izkazalo, da je to Selevkija (pred tem verjetno Upi/Opis), čeprav so tam našli fragment z imenom Akšak. Michael C. Astour je Akšak postavil na Tigris na južno obrobje sedanjega Bagdada.

## Zgodovina
Akšak se je v zapisih prvič pojavil  okoli leta 2500 pr. n. št. V sumerskem besedilu Dumuzidove sanje naj bi uruškega kralja Dumuzida vrgla iz njegovega razkošja lačna množica moških iz večjih sumerskih mest, vključno z Akšakom. V zapisih je omenjen tudi uruški kralj Enšakušana, ki je izropal Akšak. Po tem dogodku je bil Akšak v vojni z Lagašem. Lagaški kralj Eanatum je osvojil Akšak in v enem od zapisov potolkel njegovega kralja Zuzuja.
Seznam sumerskih kraljev kot kralje Akšaka omenja Unzija, Undaluluja, Urura, Puzur-Niraha, Išu-Ila in Šu-Sina. Puzur-Nirah je V Weidnerjevi kroniki omenjen kot vladar Akšaka, ko je  bila za vladarico Sumerije imenovana krčmarica Kug-bau iz Kiša. Akšak je omenjen tudi na tablicah, odkritih v Ebli. Okoli leta 2350 pr. n. št. je Akšak padel pod oblast Lugalzagezija Umskega. Akadski kralj Šar-Kali-Šari je poročal, da je v bitki pri Akšaku premagal Elamite.